# Limnophora incrassata
Limnophora incrassata este o specie de muște din genul Limnophora, familia Muscidae, descrisă de Malloch în anul 1919. Conform Catalogue of Life specia Limnophora incrassata nu are subspecii cunoscute.